# Familien Akselsen
Familien Akselsen è un gruppo musicale norvegese formato nel 2012 dal padre Elias e dai figli Stig, Kristine e Veronica Akselsen.

## Carriera
Il gruppo si è formato nel 2012 dalla collaborazione dei familiari Akselsen, tutti già coinvolti nel mondo della musica. In particolare, Elias e Veronica avevano già ottenuto successo commerciale come solisti. Il loro album di debutto, il disco di musica natalizia Blå juleglede, è uscito alla fine del 2012 e ha raggiunto la 2ª posizione della classifica norvegese. È stato seguito nel 2015 dal secondo album Velkommen hjem, è arrivato al 26º posto.

## Discografia

### Album
- 2012 – Blå juleglede
- 2015 – Velkommen hjem